# Đam Châu
Đam Châu  (tiếng Trung: 儋州市, bính âm: Dānzhōu Shì, Hán Việt: Đan Châu thị) là một Địa cấp thị tỉnh Hải Nam, Cộng hòa Nhân dân Trung Hoa. Đam Châu nằm về phía tây bắc của đảo Hải Nam. Thành phố này có diện tích 3265 km2 và dân số 890.000 người, mã số bưu chính: 572700, mã số khu 0898.

## Hành chính
Đam Châu cùng với Trung Sơn, Đông Hoản và Gia Dục Quan là 4 thành phố cấp địa khu ở Trung Quốc không thiết lập đơn vị hành chính cấp huyện ở dưới mà chỉ thiết lập các đơn vị hành chính cấp hương ở bên trong. Đam Châu có 16 đơn vị hành chính cấp hương, toàn bộ là các trấn. Ngoài ra nó còn có 1 nhai đạo không chính thức và 7 đơn vị ngang cấp hương khác.
- Trấn: Na Đại (那大镇), Hòa Khánh (和庆镇), Nam Phong (南丰镇), Đại Thành (大成镇), Nhã Tinh (雅星镇), Lan Dương (兰洋镇), Quang Thôn (光村镇), Mộc Đường (木棠镇), Hải Đầu (海头镇), Nga Mạn (峨蔓镇), Vương Ngũ (王五镇), Bạch Mã Tỉnh (白马井镇), Trung Hòa (中和镇), Bài Phố (排浦镇), Đông Thành (东成镇), Tân Châu (新州镇)
- Nhai đạo không chính thức: Tam Đô (三都街道)

Đơn vị ngang cấp hương khác:
- Khu khai phát kinh tế Dương Phố (洋浦经济开发区)
- Học viện chế tạo năng lượng Hoa Nam (华南热作学院)
- Các nông trường: Tây Bồi (西培农场), Tây Liên (西联农场), Lam Dương (蓝洋农场), Bát Nhất (八一农场)